# Człopa (gmina)
Człopa est une gmina mixte du powiat de Wałcz, Poméranie occidentale, dans le nord-ouest de la Pologne. Son siège est la ville de Człopa, qui se situe environ 31 km au sud-ouest de Wałcz et 110 km à l'est de la capitale régionale Szczecin.
La gmina couvre une superficie de 348,37 km2 pour une population de 4 995 habitants en 2016.

## Géographie
Outre la ville de Człopa, la gmina inclut les villages de Brzeźniak, Bukowo, Czaplice, Dłusko, Drzonowo Wałeckie, Drzonowo ZR, Dzwonowo, Golin, Jaglice, Jagoda, Jeleni Róg, Jelenie, Krąpiel, Mielęcin, Miradź, Nałęcze, Orzeń, Pieczyska, Podgórze, Podlesie, Przelewice, Pustelnia, Rybakówka, Szczuczarz, Trzcinno, Trzebin, Wołowe Lasy, Załom et Zwierz.
La gmina borde les gminy de Dobiegniew, Drawno, Krzyż Wielkopolski, Trzcianka, Tuczno, Wałcz et Wieleń.